# Maëlle Gavet

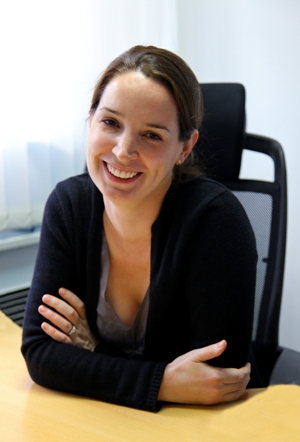
Maelle Gavet

Maëlle Gavet (* 22. Mai 1978 in Paris) ist eine französische Unternehmerin.

## Leben
Gavet lernte in der Schule Russisch als zweite Fremdsprache. Sie studierte an der Sorbonne, der École normale supérieure, der École normale supérieure Lettres et sciences humaines und am Institut d’études politiques.
Nach der Schule ging sie für vier Jahre nach Russland und gründete dort ihre erste eigene Firma unter dem Namen Predstavitelskij Dom. Im Anschluss arbeitete sie von 2003 bis 2009 als Unternehmensberaterin für die Boston Consulting Group in Frankreich und war von 1999 bis 2001 Projektmanagerin für das non-profit-Unternehmen Preobrazhenie. 2010 wurde sie Geschäftsführerin von Ozon.ru.
2015 wechselte sie zu dem Reiseveranstalter Priceline, 2017 zum Immobilienkonzern Compass, den sie 2019 wieder verließ. Seit 2021 ist sie CEO bei Techstars, einem amerikanischen Unternehmen zur Betreuung von Startups.
Sie zählt laut „Forbes“ zu den einflussreichsten Frauen der Welt.

## Auszeichnungen
- Fortune’s 40 Under 40
- Forbes’ Women to Watch
- Fast Company’s 100 Most Creative People in Business—all

## Veröffentlichungen
- Niedergetrampelt von Einhörnern : Die verheerenden Nebenwirkungen von Big Tech – ein Aufruf zum Handeln, Wiley-VCH, Weinheim 2021, übersetzt aus dem Englischen (Originaltitel: Trampled by Unicorns) von Karin Heldmayer, ISBN 978-3-527-83515-7